# Humboldtia trijuga
Humboldtia trijuga là một loài thực vật có hoa trong họ Đậu. Loài này được (Bedd.) M. Mohanan miêu tả khoa học đầu tiên năm 1994.